# براندان هيوز
براندان هيوز (بالإنجليزية: Brendan Hughes)‏ هو بحار بريطاني، ولد في 16 أكتوبر 1948 في بلفاست في المملكة المتحدة، وتوفي بنفس المكان في 16 فبراير 2008.